# Minister voor Noord-Ierland
De minister voor Noord-Ierland (Engels: Secretary of State for Northern Ireland) is lid van het kabinet en heeft de leiding over de Northern Ireland Office en houdt zich bezig met alle zaken rondom Noord-Ierland. De huidige minister is Brandon Lewis van de Conservative Party bekleed de functie sinds 2020 in het kabinet van premier Boris Johnson.
Enkele prominenten die hebben gediend als minister voor Noord-Ierland waren onder andere: Willie Whitelaw (1972-1973), Francis Pym (1973-1974), Douglas Hurd (1984-1985), Peter Mandelson (1999-2001), John Reid (2001-2002) en Peter Hain (2005-2007).

## Ministers voor Noord-Ierland van het Verenigd Koninkrijk (1972–heden)
| Minister voor Noord-Ierland Secretary of State for Northern Ireland | Minister voor Noord-Ierland Secretary of State for Northern Ireland | Minister voor Noord-Ierland Secretary of State for Northern Ireland | Ambtstermijn                   | Ambtstermijn      | Partij             | Premier                       | Kabinet                           | Overige functie(s)                       |
| ------------------------------------------------------------------- | ------------------------------------------------------------------- | ------------------------------------------------------------------- | ------------------------------ | ----------------- | ------------------ | ----------------------------- | --------------------------------- | ---------------------------------------- |
|                                                                     |                                                                     | Willie Whitelaw (1918–1999)                                         | 24 maart 1972                  | 2 december 1973   | Conservative Party | Edward Heath (1970–1974)      | Heath                             | Lord President of the Council (1972)     |
| Leader of the House of Commons (1972)                               |                                                                     | Willie Whitelaw (1918–1999)                                         | 24 maart 1972                  | 2 december 1973   | Conservative Party | Edward Heath (1970–1974)      | Heath                             |                                          |
|                                                                     | Francis Pym                                                         | Francis Pym (1922–2008)                                             | 2 december 1973                | 4 maart 1974      | Conservative Party | Edward Heath (1970–1974)      | Heath                             |                                          |
|                                                                     | Merlyn Rees                                                         | Merlyn Rees (1920–2006)                                             | 4 maart 1974                   | 10 september 1976 | Labour Party       | Harold Wilson (1974–1976)     | Wilson III                        |                                          |
| James Callaghan (1976–1979)                                         | Merlyn Rees                                                         | Merlyn Rees (1920–2006)                                             | 4 maart 1974                   | 10 september 1976 | Labour Party       | Callaghan                     |                                   |                                          |
| James Callaghan (1976–1979)                                         |                                                                     |                                                                     | Roy Mason (1924–2015)          | 10 september 1976 | 4 mei 1979         | Callaghan                     | Labour Party                      |                                          |
|                                                                     |                                                                     | Humphrey Atkins (1922–1996)                                         | 4 mei 1979                     | 14 september 1981 | Conservative Party | Margaret Thatcher (1979–1990) | Thatcher I                        |                                          |
|                                                                     |                                                                     | Jim Prior (1927–2016)                                               | 14 september 1981              | 11 september 1984 | Conservative Party | Margaret Thatcher (1979–1990) | Thatcher I                        |                                          |
| Thatcher II                                                         |                                                                     | Jim Prior (1927–2016)                                               | 14 september 1981              | 11 september 1984 | Conservative Party | Margaret Thatcher (1979–1990) |                                   |                                          |
|                                                                     | Douglas Hurd                                                        | Douglas Hurd (1930)                                                 | 11 september 1984              | 2 september 1985  | Conservative Party | Margaret Thatcher (1979–1990) |                                   |                                          |
|                                                                     | Tom King                                                            | Tom King (1933)                                                     | 2 september 1985               | 24 juli 1989      | Conservative Party | Margaret Thatcher (1979–1990) |                                   |                                          |
| Thatcher III                                                        | Tom King                                                            | Tom King (1933)                                                     | 2 september 1985               | 24 juli 1989      | Conservative Party | Margaret Thatcher (1979–1990) |                                   |                                          |
|                                                                     |                                                                     | Peter Brooke (1934–2023)                                            | 24 juli 1989                   | 10 april 1992     | Conservative Party | Margaret Thatcher (1979–1990) |                                   |                                          |
| John Major (1990–1997)                                              | Major I                                                             | Peter Brooke (1934–2023)                                            | 24 juli 1989                   | 10 april 1992     | Conservative Party |                               |                                   |                                          |
| John Major (1990–1997)                                              |                                                                     |                                                                     | Sir Patrick Mayhew (1929–2016) | 10 april 1992     | 2 mei 1997         | Conservative Party            | Major II                          |                                          |
|                                                                     | Mo Mowlam                                                           | Mo Mowlam (1949–2005)                                               | 2 mei 1997                     | 11 oktober 1999   | Labour Party       | Tony Blair (1997–2007)        | Blair I                           |                                          |
|                                                                     | Peter Mandelson                                                     | Peter Mandelson (1953)                                              | 11 oktober 1999                | 25 januari 2001   | Labour Party       | Tony Blair (1997–2007)        | Blair I                           |                                          |
|                                                                     | John Reid                                                           | John Reid (1947)                                                    | 25 januari 2001                | 24 oktober 2002   | Labour Party       | Tony Blair (1997–2007)        | Blair I                           | Eerste Minister van Noord-Ierland (2002) |
|                                                                     | John Reid                                                           | John Reid (1947)                                                    | 25 januari 2001                | 24 oktober 2002   | Labour Party       | Tony Blair (1997–2007)        | Blair II                          | Eerste Minister van Noord-Ierland (2002) |
|                                                                     | Paul Murphy                                                         | Paul Murphy (1948)                                                  | 24 oktober 2002                | 6 mei 2005        | Labour Party       | Tony Blair (1997–2007)        | Eerste Minister van Noord-Ierland |                                          |
|                                                                     | Paul Murphy                                                         | Peter Hain (1950)                                                   | 6 mei 2005                     | 27 juni 2007      | Labour Party       | Tony Blair (1997–2007)        | Blair III                         | Eerste Minister van Noord-Ierland        |
| Minister voor Wales                                                 | Paul Murphy                                                         | Peter Hain (1950)                                                   | 6 mei 2005                     | 27 juni 2007      | Labour Party       | Tony Blair (1997–2007)        | Blair III                         |                                          |
|                                                                     | Shaun Woodward                                                      | Shaun Woodward (1958)                                               | 27 juni 2007                   | 11 mei 2010       | Labour Party       | Gordon Brown (2007–2010)      | Brown                             |                                          |
|                                                                     | Owen Paterson                                                       | Owen Paterson (1956)                                                | 11 mei 2010                    | 4 september 2012  | Conservative Party | David Cameron (2010–2016)     | Cameron I                         |                                          |
|                                                                     | Theresa Villiers                                                    | Theresa Villiers (1968)                                             | 4 september 2012               | 13 juli 2016      | Conservative Party | David Cameron (2010–2016)     | Cameron I                         |                                          |
|                                                                     | Theresa Villiers                                                    | Theresa Villiers (1968)                                             | 4 september 2012               | 13 juli 2016      | Conservative Party | David Cameron (2010–2016)     | Cameron II                        |                                          |
|                                                                     | James Brokenshire                                                   | James Brokenshire (1968–2021)                                       | 13 juli 2016                   | 8 januari 2018    | Conservative Party | Theresa May (2016–2019)       | May I                             |                                          |
| May II                                                              | James Brokenshire                                                   | James Brokenshire (1968–2021)                                       | 13 juli 2016                   | 8 januari 2018    | Conservative Party | Theresa May (2016–2019)       |                                   |                                          |
|                                                                     | Karen Bradley                                                       | Karen Bradley (1970)                                                | 8 januari 2018                 | 24 juli 2019      | Conservative Party | Theresa May (2016–2019)       |                                   |                                          |
|                                                                     | Julian Smith                                                        | Julian Smith (1971)                                                 | 24 juli 2019                   | 13 februari 2020  | Conservative Party | Boris Johnson (2019–2022)     | Johnson I                         |                                          |
| Johnson II                                                          | Julian Smith                                                        | Julian Smith (1971)                                                 | 24 juli 2019                   | 13 februari 2020  | Conservative Party | Boris Johnson (2019–2022)     |                                   |                                          |
|                                                                     | Brandon Lewis                                                       | Brandon Lewis (1971)                                                | 13 februari 2020               | 6 september 2022  | Conservative Party | Boris Johnson (2019–2022)     |                                   |                                          |
|                                                                     | Chris Heaton-Harris                                                 | Chris Heaton- Harris (1967)                                         | 6 september 2022               | 5 juli 2024       | Conservative Party | Liz Truss (2022)              | Truss                             |                                          |
| Rishi Sunak (2022–2024)                                             | Chris Heaton-Harris                                                 | Chris Heaton- Harris (1967)                                         | 6 september 2022               | 5 juli 2024       | Conservative Party | Sunak                         |                                   |                                          |
|                                                                     | Hilary Benn                                                         | Hilary Benn (1953)                                                  | 5 juli 2024                    | heden             | Labour Party       | Keir Starmer (2024–heden)     | Starmer                           |                                          |